# Takeru Sato
Erro Lua em Módulo:Unicode_data na linha 297: attempt to index local 'data_module' (a boolean value). é um ator, modelo e Youtuber japonês. Tornou-se conhecido por interpretar Ryotaro Nogami na franquia Kamen Rider Den-O e como Himura Kenshin no filme Rurouni Kenshin e suas sequencias.

## Carreira

Satōh Takeru em 2011 no papel se Kenshin Himura

Em 2007, ele apareceu em Shinigami no Ballad como convidado (Kentaro Ishihara) e ganhou popularidade no XVII parcela da série Kamen Rider como Ryotaro Nogami . Satoh afirma que Den-O se tornou popular por causa de seu timing cômico.[ 1 ]
Após o sucesso e a popularidade do Kamen Rider Den-O e mais dois filmes, na Primavera de 2008 Satoh estrelou no drama premiado Rookies ( TBS ) com o papel de apoiar personagem Yuya Okada. A chegada do novo professor, Koichi Kawato, considera que os membros do clube de esquerda (os delinqüentes) está interessado apenas em mulheres, fumar e não fazer nada, até que, sob a orientação de Kawato, eles descobrem o seu sonho de ir para o torneio de beisebol colegial Koshien .
Satoh considera seu papel em Rookies  como "quebrar papel" apesar de ter sido apenas uma pequena parte. [ 2 ] No entanto, como Rookies foi mostrado às 8 horas em um sábado, durante o horário nobre, atingiu um público muito maior do que qualquer de suas obras anteriores. Satoh também foi destaque no episódio especial de Rookies e estrelou a versão cinematográfica, no verão de 2009.
Ele reprisou seu papel no terceiro filme de Kamen Rider Den-O , em outubro de 2008. Este filme seria o último momento de Satoh jogando Ryotaro.
Durante o mesmo mês, ele estrelou o drama Bloody Monday , baseado no mangá de mesmo nome . Para este drama, Satoh co-estrelou com colega Amuse, Haruma Miura [ 3 ] e seus personagens, Otoya Kujo e Fujimaru Takagi, respectivamente, são os melhores amigos, como Miura e Satoh são na vida real.
No início de 2009, Satoh atuou em Mei-chan no shitsuji como Kento Shibata. Shibata decide se matricular em uma escola de mordomo para que ele possa ficar perto do amigo de infância Mei Shinonome, que frequenta Academia St. Lucia Girls ', onde todos os alunos têm mordomos.  Ele estrelou em Goemon e o filme para Rookies no Verão de 2009. Mais tarde, ele estrelou em programas de TV, o Sr. Cérebro e Histórias de Horror Verdadeiros e estrelou MW Dai-0-sho . Para 2010, ele está definido para estrelar programa de TV Ryomaden e tem um importante papel de apoio no filme BECK co-estrelado por Hiro Mizushima e Osamu Mukai , [ 4 ] ambas são seus co-estrelas de Mei-chan no shitsuji.
Em 28 de Junho de 2011 foi confirmado para estrelar como Kenshin Himura na adaptação do live action de Rurouni Kenshin mangá, que foi lançado em 2012. [ 5 ]
Em 2015 Satoh concorreu na categoria melhor ator pela sua atuação em Rurouni Kenshin: The Legend Ends. A indicação foi feita pelo Asian Film Awards.
A trilogia Ruroni Kenshin arrecadou mais de mais de 10 bilhões de ienes (90 milhões de dólares). Superando todas as expectativas iniciais. Em 2022 protagonizou First Love ao lado de Hikari Mitsushima, Taisei Kido e Rikako Yagi; uma série original da Netflix baseada nas músicas de Hikaru Utada, o drama foi um sucesso.

### Vida Pessoal
Takeru se formou na North High School, em Koshigaya, prefeitura de Saitama em março de 2007, semanas antes de seu aniversário de 18 anos.
Ele comemorou seu 20.º aniversário com um festival em Odaiba , chamado de "Festival Takeru 2009." Fãs se reuniram e assistiram montagens de obras anteriores e atuais da Satoh e até mesmo o comercial para Lotte Serve 's hortelã. Ele também incluiu um bate-papo ao vivo entre Satoh e um MC e terminou com Satoh cantando. [ 7 ]
Em 18 de junho de 2011, ele decidiu não atualizar seu blog, mais por causa da carga. 

### Filmes
| Ano  | Título original                                                     | Título em português | Papel                    | Observações |
| 2007 | Kamen Rider Den-O: Ore Tanjou!                                      |                     | Ryotaro Nogami           |             |
| 2008 | Kamen Rider Den-O & Kiva: Climax Deka                               |                     | Ryotaro Nogami           |             |
| 2008 | Saraba Kamen Rider Den-O: Final Countdown                           |                     | Ryotaro Nogami           |             |
| 2009 | Goemon                                                              |                     | Saizo Kirigakura (Jovem) |             |
| 2009 | ROOKIES: Sotsugyo                                                   |                     | Yuya Okada               |             |
| 2010 | Beck                                                                |                     | Yukio 'Koyuki' Tanaka    |             |
| 2012 | Rurouni Kenshin                                                     |                     | Kenshin Himura           |             |
| 2012 | Real                                                                |                     | Koichi Fujita            |             |
| 2013 | The Liar and His Lover \| Kanojo wa Uso o Aishisugiteru             |                     | Aki Ogasawara            |             |
| 2014 | Rurouni Kenshin - Kyoto Inferno                                     |                     | Kenshin Himura           |             |
| 2014 | Rurouni Kenshin - The Legends of Ends                               |                     | Kenshin Himura           |             |
| 2015 | Bakuman                                                             |                     | Moritaka Mashiro         |             |
| 2016 | If A Cat Disappears From The World \| Sekai kara Neko ga Kieta nara |                     | postman/devil            |             |
| 2017 | The 8-Year Engagement \| 8 Nen Goshi no Hanayome                    |                     | Nakahara Hisashi         |             |
| 2018 | Kamen Rider Heisei Generation Forever                               |                     | Ryotaro Nogami           |             |
| 2019 | Kamen Rider Zi-O Over Quarzter                                      |                     | Ryotaro Nogami           |             |

### Series
| Ano  | Título original                         | Título em português | Papel            | Observações        |
| 2006 | Princess Princess D                     |                     | Toru Kono        | TV Asahi           |
| 2007 | Shinigami no Ballad                     |                     | Kantaro Ichihara | TV Tokyo, ep7-8    |
| 2008 | ROOKIES                                 |                     | Yuya Okada       | TBS                |
| 2008 | ROOKIES SP                              |                     | Yuya Okada       | TBS                |
| 2008 | Bloody Monday                           |                     | Otoya Kujo       | TBS                |
| 2009 | Mei-chan no Shitsuji                    |                     | Kento Shibata    | Fuji TV            |
| 2009 | MR. BRAIN                               |                     |                  | TBS, ep-4          |
| 2009 | MW Dai-0-sho                            |                     | Morioka Takashi  | NTV                |
| 2009 | Hontou ni Atta Kowai Hanashi            |                     |                  | Fuji TV            |
| 2010 | Ryoma den                               |                     | Izo Okada        | NHK                |
| 2010 | Bloody Monday                           |                     | Otoya Kujo       | TBS, 2.º Temporada |
| 2010 | Q10                                     |                     | Heita Fukai      | NTV                |
| 2011 | Fuyu no Sakura                          |                     | Hajime           | TBS                |
| 2014 | Bitter Blood                            |                     | Natsuki Sawara   | Fuji TV            |
| 2015 | The Emperor's Cook \| Tenno no Ryoriban |                     | Tokuzo Akiyama   | TBS                |

### Tokusatsu
| Ano  | Título original   | Título em português | Papel          | Observações |
| 2007 | Kamen Rider Den-O |                     | Ryotaro Nogami | TV Asahi    |

## Prêmios
- Ganhou o Prémio de Melhor Ator Coadjuvante no 60th Television Drama Academy Awards: por "Mei-chan no Shitsuji" (2009)